# Biķernieku spīdveja stadions
Biķernieku spīdveja stadions – stadion żużlowy w Rydze, stolicy Łotwy. Został otwarty w 1976 roku. Może pomieścić 5000 widzów. Długość toru żużlowego wynosi 355 m, jego szerokość na prostych to 10,5 m, a na łukach – 15 m. Obiekt znajduje się na terenie kompleksu sportów motorowych Biķernieku i służy żużlowcom zespołu Riga Speedway Club oraz lokalnej szkółce żużlowej. Jest to jeden z dwóch (obok toru w Dyneburgu) stadionów żużlowych na Łotwie.
Stadion został otwarty w 1976 roku. Obiekt powstał na terenie kompleksu sportów motorowych Biķernieku. Arena służyła żużlowcom drużyny Riga Speedway Club, która występowała w radzieckich rozgrywkach ligowych. W latach 90. XX wieku klub zawiesił swoją działalność. Do lat 90. XX wieku na stadionie często organizowano również indywidualne mistrzostwa Łotwy. Pod koniec 2013 roku rozpoczęto modernizację powoli niszczejącego obiektu, w ramach której m.in. zrewitalizowano tor żużlowy i wyremontowano trybuny, na których zainstalowane zostały plastikowe krzesełka. Na remont zdecydowano się w związku z przyznaniem Rydze organizacji zawodów o Grand Prix Łotwy w 2014 roku, które dotychczas organizowane były na stadionie w Dyneburgu. Zawody zaplanowano na 16 sierpnia 2014 roku, miało to być jednocześnie otwarcie stadionu po modernizacji. Choć z pracami zdążono na czas, Grand Prix przeniesiono jednak na 17 sierpnia do Dyneburga w związku z silnymi opadami deszczu. Na zmodernizowanym obiekcie wkrótce rozpoczęła jednak działalność szkółka żużlowa i reaktywowany został Riga Speedway Club. W 2016 roku na torze rozegrano finał mistrzostw Europy par, a w roku 2021 finał indywidualnych mistrzostw Europy juniorów. W 2022 roku odbył się na obiekcie finał mistrzostw Europy par juniorów. Na stadionie organizowane są także zawody driftingowe.
11 sierpnia 2023 roku na torze żużlowym w Rydze odbył się finał Drużynowych mistrzostw świata juniorów (Speedway of Nations 2). 
Natomiast 12 sierpnia 2023 zorganizowana została 7. runda z cyklu Speedway Grand Prix o Grand Prix Łotwy.  